# Yoshitaku Nagasako
Yoshitaku Nagasako (en japonés: 長迫吉拓, Nagasako Yoshitaku, Kasaoka, 16 de septiembre de 1993) es un deportista japonés que compite en ciclismo en las modalidades de BMX y pista.
Ganó una medalla de bronce en el Campeonato Mundial de Ciclismo en Pista de 2024, en la prueba de velocidad por equipos. Participó en tres Juegos Olímpicos de Verano, entre los años 2016 y 2024, ocupando el quinto lugar en París 2024, en velocidad por equipos.

## Medallero internacional
| Campeonato Mundial | Campeonato Mundial   | Campeonato Mundial | Campeonato Mundial    |
| Año                | Lugar                | Medalla            | Competición           |
| ------------------ | -------------------- | ------------------ | --------------------- |
| 2024               | Ballerup (Dinamarca) | Medalla de bronce  | Velocidad por equipos |